# لرد عزریل
لرد عزریل یکی از شخصیت‌های اصلی سه گانه نیروی اهریمنی‌اش، اثر فیلیپ پولمن می‌باشد.

## شخصیت
وی شخصی بسیار مقتدر و مصمم است و هدف اصلی‌اش از بین بردن ابر نیرو می باشد.او مردی تقریباً دو رو است و به دختر نامروعش لایرا دروغ می‌گوید و وانمود می‌کند که عموی اوست و پدر و مادرش در یک سانحه هوایی کشته شده‌اند؛ در حالی که این طور نیست. او راجر، دوست لایرا را جلوی چشم او می‌کشد اما در آخر برای نجات جان دخترش کشته می‌شود.